# Station Olsztyn Zachodni
Station Olsztyn Zachodni is een spoorwegstation in de Poolse plaats Olsztyn.